# Agrostis tsaratananensis
Agrostis tsaratananensis är en gräsart som beskrevs av Aimée Antoinette Camus. Agrostis tsaratananensis ingår i släktet ven, och familjen gräs.
Artens utbredningsområde är Madagaskar. Inga underarter finns listade i Catalogue of Life.